# Anathon Aall
Anathon August Fredrik Aall, norveški filozof, psiholog, teolog in akademik, * 15. avgust 1867, Nesseby, † 9. januar 1943, Lunner.

## Življenjepis
Anathon se je rodil očetu Nielsu Antonu Aallu (1833–1896), ki je bil vikar in materi Mathildi Susanni Dahl (1842–1910). Njegov brat je bil kasnejši pravnik in fašistični politik Herman Harris Aall,. Njegov ded je bil Hans Cato Aall, njegov pra pra praded je bil Nicolai Benjamin Aall, njegovi pra pra prastrici pa so bili Niels, Jørgen in Jacob Aall..
Leta 1899 se je poročil s hčerko poslovneža Conrada Langaarda, Cathrine Antonie Langaard, ki pa je leta 1926 umrla. Oktobra 1928 se je poročil z avstrijsko etnologinjo  Lily Weiser (1898–1987).

## Kariera
Aall je srednjo šolo končal leta 1886 v Stavangerju. Nato je leta 1892 diplomiral iz teologije na Univerzi v Oslu. Med letoma 1893 in 1897 je svoje znanje izpopolnjeval v štirih evropskih državah, nato pa se je leta 1897 prijavil na mesto profesorja cerkvene zgodovine na svoji matični univerzi, a je bil zavrnjen. Razlog za zavrnitev je bil, da se je »oddaljil od norveške cerkve« in, da zato ne bo mogel predavati bodočim kandidatom za duhovnike.
Po tem neuspehu se je Aall posvetil študiju filozofije v Združenem kraljestvu ter eksperimentalne psihologije v Nemčiji. Že leta 1898 je bil izvoljen za člana Norveške akademije znanosti. 
V svoji karieri je izdal več del, med katerimi je ena najpomembnejših teza iz leta 1903 z naslovom Über die Wirkung der Wiederholung eines Elementes bei gleichzeitiger Vorführung mehrerer Schriftzeichen. Med letoma 1904 in 1908 je predaval na Univerzi Halle-Wittenberg. Leta 1908 je končno postal profesor filozofije na Univerzi v Oslu. Poleg filozofskih je objavljal tudi druga dela, pomagal pa je tudi pri ustanovitvi oddelka za filozofijo na Univerzi, ki ga je tudi vodil do svoje upokojitve leta 1937. Med letoma 1918 in 1921 je bil dekan Humanistične fakuletete, med letoma 1924 in 1925 pa tudi gostujoči profesor na Columbia University.